# فرودگاه نیروی هوایی سلطنتی وستون-آن-د-گرین
فرودگاه نیروی هوایی سلطنتی وستون-آن-د-گرین (به انگلیسی: RAF Weston-on-the-Green) یک فرودگاه است . این فرودگاه در کشور انگلستان قرار دارد و در ارتفاع ۸۶ متری از سطح دریا واقع شده است.